# Ölbergkapelle Kuchl

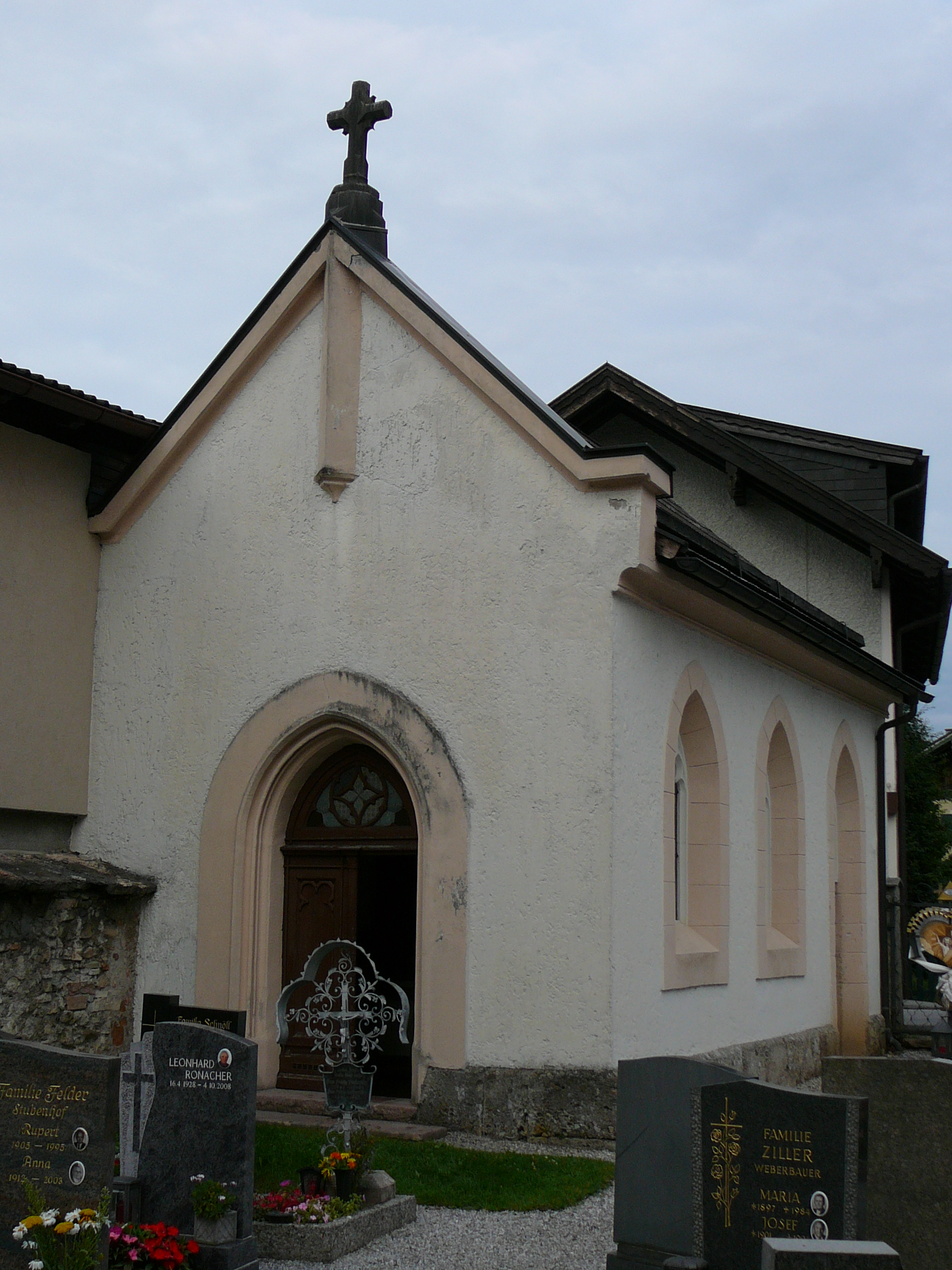
Ölbergkapelle Kuchl

Die Ölbergkapelle Kuchl befindet sich nordöstlich der Pfarrkirche im Friedhof von Kuchl. 
Die Kapelle wurde 1861 in neugotischem Stil errichtet. Sie ist ein ebenerdiger rechteckiger Bau mit einem Satteldach. Sowohl an der Schmal- als auch der Längsseite ist ein Eingangsportal, auf der Längsseite sind noch zwei neogotische Fenster angebracht. Die Kirche besitzt ein Giebelkreuz.
Der Innenraum ist mit einem zweijochigen Kreuzrippengewölbe ausgestattet. Hier findet sich eine barocke Ölberggruppe, deren Hintergrundlandschaft von Josef Rattensperger stammt. In der Kapelle befindet sich auch eine Albertustafel und stellt dessen Erleuchtung über die neun praktischen Lebensregeln dar, die nach Gottes Willen in Demut ausgeführt werden sollen.